# Municipalità di Warringah
La municipalità di Warringah è una local government area che si trova nel Nuovo Galles del Sud. Si estende su una superficie di 150 chilometri quadrati e ha una popolazione di 145.865 abitanti. La sede del consiglio si trova a Dee Why.
Al suo interno si possono trovare i sobborghi di Beacon Hill e Frenchs Forest.